# Lehawot Chawiwa
Lehavot Chaviva (hebräisch לְהֲבוֹת חֲבִיבָה Ləhavōt Chavīvah, englisch Lehavot Haviva) ist ein Kibbuz in Israel. Lehavot Chaviva wurde 1949 gegründet und gehört zur Regionalverwaltung Menasche im Bezirk Haifa. 2018 wohnten in Lehavot Chaviva 992 Personen.

## Name
Der hebräische Name des Kibbuz „Lehavot Chaviva“ bedeutet „Flammen Chavivas“. Der Kibbuz ist nach der slowakischen Widerstandskämpferin Emma Chaviva Reik (1914–1944) benannt.